# Barry Douglas (calciatore)
Barry Douglas (Glasgow, 4 settembre 1989) è un calciatore scozzese, difensore del St. Johnstone.

## Caratteristiche tecniche
È un terzino sinistro dalle spiccate doti offensive. È molto abile nei calci piazzati.

## Carriera

### Gli inizi in Scozia
Dopo essere cresciuto nel Livingston, viene acquistato dal Queen's Park dove ha l'opportunità di mettersi in mostra nelle categorie inferiori del calcio scozzese. Dopo essere diventato il capocannoniere della squadra (pur giocando da terzino) nella stagione 2009-2010, viene acquistato dagli scozzesi del Dundee United.
Con i Terrors debutta in Scottish Premiership il 22 agosto 2010, disputando gli ultimi 33' della sfida persa contro l'Inverness 0-4. La stagione si rivela tuttavia molto positiva per Douglas, che disputa ventitré gare, realizzando anche dure reti. Al termine del campionato, la squadra guidata da Peter Houston chiude al quarto posto in classifica, qualificandosi così per li successivi eliminari di Europa League. Il 14 luglio 2011 arriva il debutto internazionale, nella sconfitta per 1-0 sul campo dello Śląsk Wrocław. Il campionato si rivela leggermente più deludente, con appena dieci presenze, ma il secondo quarto posto consecutivo permette al Dundee di qualificarsi nuovamente in Europa.
Il 2012-2013 è il miglior anno per Douglas in Scozia, con ventotto gare giocate in campionato e due nelle qualificazioni di Europa League. In Scottish FA Cup, grazie a quattro assist in altrettante gare, aiuta i suoi ad arrivare in semifinale, dove però vengono sconfitti dal Celtic ai tempi supplementari.

### L'avventura polacca
Le buone prestazioni portano i polacchi del Lech Poznań a puntare su di lui. A causa di uno stiramento, tuttavia, è costretto a saltare i primi due mesi della stagione. Debutta con la maglia dei kolejorz il 29 settembre 2013, disputando da titolare la gara vinta 1-0 contro gli storici rivali del Widzew Łódź. Col passare delle giornate si ritaglia sempre maggiormente un ruolo da protagonista nelle gerarchie del Lech, servendo otto assist nelle quindici gare successive.
Riconfermato nella stagione 2014-2015, diventa una delle pedine fondamentali del tecnico Rumak prima e in seguito di Maciej Skorża. Il 3 agosto 2014 realizza il suo primo gol in Ekstraklasa, nella sconfitta interna contro il Wisła Kraków. Il 22 marzo successivo realizza, su calcio di punizione, uno storico gol contro il Legia Warszawa, che permette ai kolejorz di pareggiare 2-1. Al termine della stagione, contirbuendo con tre reti e sei assist in ventisette gare, festeggia il titolo di campione di Polonia.
Il 14 luglio 2015 ha così la possibilità di esordire nei preliminari di UEFA Champions League, servendo un assist per Denis Thomalla nello 0-2 contro il FK Sarajevo. Nella gara di ritorno è lui a siglare la rete che consegna la vittoria ai kolejorz. Nonostante un inizio molto deludente per i kolejorz, che collezionano otto sconfitte nelle prime undici gare di campionato, la stagione inizia ad assumere un contorno più positivo grazie alla vittoria sul campo del Legia, ma a gennaio Douglas viene ceduto ai turchi del Konyaspor.

### La parentesi turca
Con i biancoverdi raggiunge la semifinale di Türkiye Kupası, dove però vengono sconfitti con un complessivo 5-0 dal Fenerbahçe. La seconda stagione si rivela maggiormente positiva per Douglas, che gioca quattro gare di Europa League e soprattutto partecipa da titolare alla vittoria della coppa nazionale, giocando da titolare la finale contro il Başakşehir.

### Gli anni inglesi
Il 1 luglio viene acquistato per più di un milione di euro dal Wolverhampton, militante in Championship. Schierato titolare nel 3-5-2 di Nuno Espírito Santo, la stagione si rivela trionfale per lui. Realizza cinque reti, suo secondo miglior risultato, e soprattutto serve quattordici assit per i compagni, divenendo uno dei protagonisti nella promozione dei Wolves in Premier League.
Ciononostante la stagione successiva passa immediatamente al Leeds United di Marcelo Bielsa per più di tre milioni di euro, tornando così immediatamente nel secondo livello inglese. Anche questa avventura si rivela vincente per lo scozzese, che ottiene la seconda promozione in Premier League, ma soltanto al secondo anno. Il suo contributo è minore rispetto alla prima avventura, ma comunque importante.
Come avvenuto con il Wolverampthon, tuttavia, neanche il Leeds decide di puntare su di lui in massima serie, e così lo cede in prestito al Blackburn Rovers. Con i biancoblu gioca trenta gare servendo due assist, centrando una salvezza tranquilla. Terminato il periodo di prestito, fa ritorno al Leeds, che decide di non rinnovargli il contratto.

### Il ritorno al Lech
Il 1 luglio, rimasto svincolato, viene annunciato il suo ritorno al Lech Poznań dopo cinque anni. Nei kolejorz ritrova anche il tecnico Maciej Skorża, con cui nel 2015 aveva vinto il campionato polacco. La stagione non lo vede protagonista ocme era stato sette anni prima, ma ancora una volta si laurea campione di Polonia, realizzando anche una rete nelle quattordici gare giocate.

## Statistiche

### Presenze e reti nei club
Statistiche aggiornate al 23 maggio 2022.
| Stagione        | Squadra         | Campionato      | Campionato | Campionato | Coppe nazionali | Coppe nazionali | Coppe nazionali | Coppe continentali | Coppe continentali | Coppe continentali | Altre coppe | Altre coppe | Altre coppe | Totale | Totale |
| Stagione        | Squadra         | Comp            | Pres       | Reti       | Comp            | Pres            | Reti            | Comp               | Pres               | Reti               | Comp        | Pres        | Reti        | Pres   | Reti   |
| --------------- | --------------- | --------------- | ---------- | ---------- | --------------- | --------------- | --------------- | ------------------ | ------------------ | ------------------ | ----------- | ----------- | ----------- | ------ | ------ |
| 2008-2009       | Queen's Park    | SL1             | 31         | 3          | SC+SCC+SLC      | 3+1+1           | 0+0+0           | -                  | -                  | -                  | -           | -           | -           | 36     | 3      |
| 2009-2010       | Queen's Park    | SL2             | 35         | 8          | SCC+SLC         | 1+1             | 0+1             | -                  | -                  | -                  | -           | -           | -           | 37     | 9      |
| 2010-2011       | Dundee Utd      | SPL             | 23         | 2          | SC+SLC          | 4+1             | 0+0             | UEL                | 0                  | 0                  | -           | -           | -           | 28     | 2      |
| 2011-2012       | Dundee Utd      | SPL             | 10         | 1          | SC+SLC          | 1+2             | 0+0             | UEL                | 1                  | 0                  | -           | -           | -           | 14     | 1      |
| 2012-2013       | Dundee Utd      | SPL             | 28         | 1          | SC              | 4               | 0               | UEL                | 2                  | 0                  | -           | -           | -           | 34     | 1      |
| 2013-2014       | Lech Poznań     | E               | 18         | 0          | PP              | 1               | 0               | -                  | -                  | -                  | -           | -           | -           | 19     | 0      |
| 2014-2015       | Lech Poznań     | E               | 27         | 3          | PP              | 5               | 1               | UEL                | 1                  | 0                  | -           | -           | -           | 33     | 4      |
| 2015-gen.2016   | Lech Poznań     | E               | 13         | 0          | PP              | 2               | 0               | UCL+UEL            | 4+3                | 1+0                | SP          | 1           | 0           | 23     | 0      |
| gen.-mag.2016   | Konyaspor       | SL              | 12         | 0          | TK              | 2               | 0               | -                  | -                  | -                  | -           | -           | -           | 14     | 0      |
| 2016-2017       | Konyaspor       | SL              | 22         | 0          | TK              | 5               | 0               | UEL                | 4                  | 0                  | -           | -           | -           | 31     | 0      |
| 2017-2018       | Wolverhampton   | CH              | 39         | 5          | FA+EFL          | 2+1             | 0+0             | -                  | -                  | -                  | -           | -           | -           | 42     | 5      |
| 2018-2019       | Leeds Utd       | CH              | 26         | 0          | FA+EFL          | 0+0             | 0+0             | -                  | -                  | -                  | -           | -           | -           | 26     | 0      |
| 2019-2020       | Leeds Utd       | CH              | 15         | 0          | FA+EFL          | 1+1             | 0+0             | -                  | -                  | -                  | -           | -           | -           | 17     | 0      |
| 2020-2021       | Blackburn       | CH              | 30         | 0          | FA+EFL          | 1+1             | 0+0             | -                  | -                  | -                  | -           | -           | -           | 32     | 0      |
| 2021-2022       | Lech Poznań     | E               | 15         | 1          | PP              | 4               | 3               | -                  | -                  | -                  | -           | -           | -           | 19     | 4      |
| Totale carriera | Totale carriera | Totale carriera | 340        | 24         |                 | 45              | 5               |                    | 15                 | 1                  |             | 1           | 0           | 400    | 30     |

### Cronologia presenze e reti in nazionale
| Cronologia completa delle presenze e delle reti in nazionale ― Scozia | Cronologia completa delle presenze e delle reti in nazionale ― Scozia | Cronologia completa delle presenze e delle reti in nazionale ― Scozia | Cronologia completa delle presenze e delle reti in nazionale ― Scozia | Cronologia completa delle presenze e delle reti in nazionale ― Scozia | Cronologia completa delle presenze e delle reti in nazionale ― Scozia | Cronologia completa delle presenze e delle reti in nazionale ― Scozia | Cronologia completa delle presenze e delle reti in nazionale ― Scozia |
| Data                                                                  | Città                                                                 | In casa                                                               | Risultato                                                             | Ospiti                                                                | Competizione                                                          | Reti                                                                  | Note                                                                  |
| --------------------------------------------------------------------- | --------------------------------------------------------------------- | --------------------------------------------------------------------- | --------------------------------------------------------------------- | --------------------------------------------------------------------- | --------------------------------------------------------------------- | --------------------------------------------------------------------- | --------------------------------------------------------------------- |
| 27-3-2018                                                             | Budapest                                                              | Ungheria                                                              | 0 – 1                                                                 | Scozia                                                                | Amichevole                                                            | -                                                                     | 67’                                                                   |
| Totale                                                                |                                                                       | Presenze                                                              | 1                                                                     |                                                                       | Reti                                                                  | 0                                                                     |                                                                       |

## Palmarès

### Club

#### Competizioni nazionali
- Campionato polacco: 2

Lech Poznan: 2014-2015, 2021-2022
- Supercoppa di Polonia: 1

Lech Poznan: 2015
- Coppa di Turchia: 1

Konyaspor: 2016-2017
- Campionato inglese di seconda divisione: 2

Wolverhampton: 2017-2018
Leeds United: 2019-2020